# Cenxi
Cenxi, även romaniserat Shumkai, är en stad på häradsnivå som lyder under Wuzhous stad på prefekturnivå i den autonoma regionen Guangxi i sydligaste Kina. Den ligger omkring 270 kilometer öster om regionhuvudstaden Nanning.

## Källa
1. ↑  ”worldpostmarks.net”. Arkiverad från originalet den 2 januari 2015. https://web.archive.org/web/20150102101710/http://worldpostmarks.net/HTML%20Countries/china.htm. Läst 20 november 2015.